# Helena (græsk mytologi)
Helena (eller Helene ) er i græsk mytologi årsagen til den trojanske krig. Hun betegnes som den skønneste kvinde i hele Hellas. Grunden var, at hun var datter af Zeus, der havde forvandlet sig til en svane, da han gjorde Helenas mor, Leda, gravid. Derfor var Helena smuk og hvid som en svane og født af et svaneæg. Hun var gift med Menelaos, men bliver "givet" af Afrodite til prins Paris af Troja.
- Venus überredet Helena Paris zu erhören (Venus overtaler Helena til at lytte til Paris) af Angelika Kauffmann (1790)